# Санаторія «Алкіно»
Санато́рія «А́лкіно» (рос. Санатория «Алкино», башк. «Алкин» шифаханаһы) — село (в минулому селище) у складі Чишминського району Башкортостану, Росія. Входить до складу Алкінської сільської ради.
Населення — 432 особи (2010; 422 в 2002).
Національний склад:
- татари — 44 %
- росіяни — 38 %